# Nova Santa Rita (Piauí)
Nova Santa Rita es un municipio brasileño del estado del Piauí. Se localiza a una latitud 08º05'14" sur y a una longitud 42º03'08" oeste, estando a una altitud de 292 metros. Su población estimada en 2004 era de 4.404 habitantes.
Posee un área de 1133,1 km².